# Per Svensson
Per Oskar Svensson, conocido como Pelle Svensson (Sollefteå, Suecia, 6 de febrero de 1943-17 de diciembre de 2020) fue un deportista sueco especialista en lucha grecorromana donde llegó a ser subcampeón olímpico en Tokio 1964.

## Carrera deportiva
En los Juegos Olímpicos de 1964 celebrados en Tokio ganó la medalla de plata en lucha grecorromana estilo peso ligero-pesado, tras el luchador búlgaro Boyan Radev (oro) y por delante del alemán Heinz Kiehl (bronce).
Svensson fue presidente de la Federación Sueca de Lucha (en sueco Svenska Brottningsförbundet) de 1993 a 1998.
Luego de su retiro deportivo, ejerció como abogado.